# Ctenotus arnhemensis
Ctenotus arnhemensis este o specie de șopârle din genul Ctenotus, familia Scincidae, descrisă de Storr 1981. Conform Catalogue of Life specia Ctenotus arnhemensis nu are subspecii cunoscute.